# Ернст Венцель
Ернст Венцель (нім. Ernst Wenzel; 8 червня 1891, Франкфурт-на-Одері — 21 квітня 1945, Гальбе) — німецький медик, керівний співробітник санітарної служби СС і поліції. Доктор медичних наук (грудень 1919). Бригадефюрер СС (20 квітня 1943) і генерал-майор медичної служби поліції (лютий 1942).

## Біографія
В серпні 1914 року отримав медичну ліцензію. Як військовий медик брав участь у Першій світовій війні. Після приходу нацистів до влади вступив у НСДАП (№4 833 153) і СС (посвідчення № 248 117). З квітня 1942 по вересень 1943 року — генерал-інспектор санітарних служб поліції порядку. В лютому 1944 року вийшов у відставку. Покінчив життя самогубством.

## Нагороди
Одержав численні нагороди, серед яких:
- Залізний хрест 2-го класу
- Нагрудний знак «За поранення» в сріблі
- Почесний хрест ветерана війни з мечами
- Почесний знак «За турботу про німецький народ» 2-го ступеня
- Хрест Воєнних заслуг 2-го і 1-го класу з мечами